# Vágner Love
Pour les articles homonymes, voir Love.
 Vágner Silva De Souza dit Vágner Love, né le 11 juin 1984 à Rio de Janeiro, est un footballeur international brésilien évoluant au poste d’attaquant à l'Avaí FC.

## Biographie

### En club

#### Débuts au Brésil et départ en Russie
Il entre en 1997, à 13 ans, à l'école de football Vasco da Gama. Vágner signe son premier contrat professionnel en 2002 avec le club Palmeiras, pour lequel il marque 19 buts pendant la saison 2003.
En 2004, il est acheté par le CSKA Moscou pour 8 millions d'euros et dispute son premier match contre Chinnik le 14 août 2004 qui se solde par une défaite 2-1. Il devient rapidement un membre indispensable de l'équipe et un titulaire indiscutable. En 2007, il est, avec son compatriote Jô, le meilleur buteur du CSKA (13 buts en championnat) et de nombreux matchs montrent son importance comme le 10 novembre 2008 où il réalise un coup de poker lors du match contre le FK Moscou en marquant, pour la première fois de sa carrière, à quatre reprises (6e, 23e, 54e et 61e minutes) pour une victoire finale de 4 à 1. Il aide également le CSKA à remporter la Coupe UEFA 2004-2005 en inscrivant le dernier but à la 75e minute du match contre le Sporting Portugal (victoire 3-1).

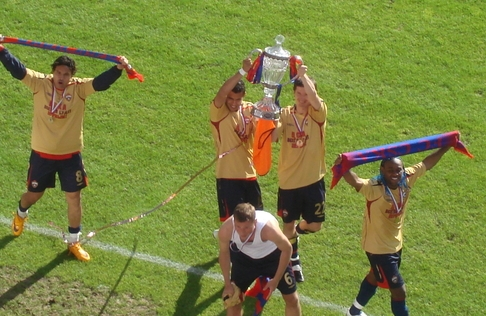
Vagner et ses coéquipiers célèbrent leur victoire en Coupe de Russie (2008)

Il dispute sa meilleure saison en 2008 avec 29 buts en 33 matchs dont 20 réalisations en championnat (il est élu meilleur buteur de la ligue) avec un goal-average de 0,87 but par match. Lors de la Coupe UEFA 2008-2009, il marque 11 buts, rivalisant presque avec le record de Jurgen Klinsmann qui avait inscrit 15 buts en Coupe UEFA en une seule saison. Ainsi, il réussit un triplé contre l'AS Nancy (victoire 4-3) lors de la Coupe UEFA 2008-2009 (il est déclaré homme du match) mais il ne dépasse pas les 11 buts car son équipe est éliminée en 8e de finale par le FC Chakhtior Donetsk (2-1). Cela suffit tout de même à en faire le meilleur buteur de cette compétition.
Il remporte la Coupe de Russie où il marque le premier des deux buts égalisateurs contre le Amkar Perm en finale (nul 2-2 puis victoire aux tirs au but 4-1).

#### Retour au Brésil
Il est prêté en août 2009 à son ancien club, le SE Palmeiras, jusqu'en janvier 2010. Mais son retour se passe mal puisqu'il ne marque que 5 buts en 12 matchs et est agressé par des supporters du club qui estiment qu'il est responsable de l'échec en championnat (Palmeiras finit 4e, loin derrière le rival Flamengo, sacré). En janvier 2010, il est à nouveau prêté mais cette fois au CR Flamengo.
Lors de sa présentation officielle, il déclare les larmes aux yeux que "c'est un rêve d'enfant qui se réalise [...]. Je remercie tous ceux qui ont permis que ce transfert se concrétise. Je remercie également les supporters qui m'ont accueilli les bras ouverts. Je vais désormais donner ma vie sur le terrain pour pouvoir leur rendre ce qu'ils m'ont donné". En janvier 2012, il signe un contrat au CR Flamengo après y avoir été prêté en 2010 pendant 6 mois. Le montant de la transaction s'élèverait à 9,7 millions d'euros payés en trois fois par le club brésilien.

#### Nouvel exil russe
En janvier 2013, il signe à nouveau un contrat au CSKA Moscou pour une durée de trois ans et demi. Le CR Flamengo ne s'étant acquitté que de 4 des 10 millions que devait valoir son transfert de 2012, la présidence du  Moscou a décidé de récupérer le joueur plutôt que de réclamer l'argent manquant.

#### Découverte de la Chine
Le 24 juillet 2013, Vágner Love signe au Shandong Luneng Taishan en Chine.

#### Aller-retour entre le Corinthians et l'Europe
Il rejoint les Corinthians en 2015. Après une saison marquée par un titre de champion et une deuxième place au classement des meilleurs buteurs, il décide de revenir en Europe et rejoint l'AS Monaco pour dix-huit mois le 13 janvier 2016. Après quatre premiers matchs sans trouver le chemin des filets, il déclare lors de la semaine précédant la rencontre contre l'ASSE qu'il désirerait marquer pour la Saint-Valentin et faire honneur à son nom, Vágner Love, ce qu'il fait lorsqu'à la 84e minute, il égalise de près à la suite d'un cafouillage devant le but de Stéphane Ruffier.
Six mois après son arrivée en France, il quitte déjà l'ASM pour rejoindre Alanyaspor, club promu en première division turque.

#### Corinthians (2019-2020)
Le 26 janvier 2019, après un court passage à Beşiktaş JK, il retourne au Corinthians.

#### Kaïrat Almaty (2020-2021)
Le 24 juin 2020, il annonce sa signature avec le club kazakh du Kaïrat Almaty. Auteur par la suite de sept buts en treize matchs de championnat, il contribue ainsi activement au sacre des siens en fin d'année. Il quitte le club à la fin du mois de novembre 2021 à l'issue de la finale de la Coupe du Kazakhstan victorieuse face au Chakhtior Karagandy, durant laquelle il est auteur d'un doublé.

### En équipe nationale
En 2003, il est sélectionné avec l'équipe nationale brésilienne espoirs, où il fait ses débuts pour les Jeux panaméricains à Santo Domingo, où il gagne une médaille d'argent.
Il fait partie de l'équipe brésilienne quand elle remporte la Copa América au Pérou en 2004, mais il rentre à peine sur le terrain. Toutefois, dans la configuration d'équipe du nouveau sélectionneur Dunga, Vagner et ses coéquipiers Daniel Carvalho et Dudu, sont plus régulièrement convoqués dans l'équipe. Lors de son quatrième match en équipe nationale, contre le Pays de Galles, il marque son premier but à la 74e minute (victoire 2 à 0).

## Statistiques détaillées

### En club
| Saison                | Club                  | Championnat           | Championnat | Championnat | Coupe nationale | Coupe nationale | Coupe de la Ligue | Coupe de la Ligue | Supercoupe | Supercoupe | Compétition(s) continentale(s) | Compétition(s) continentale(s) | Compétition(s) continentale(s) | Supercoupe UEFA | Supercoupe UEFA | Ligue régionale | Ligue régionale | Total | Total |
| Saison                | Club                  | Division              | M.          | B.          | M.              | B.              | M.                | B.                | M.         | B.         | Comp.                          | M.                             | B.                             | M.              | B.              | M.              | B.              | M.    | B.    |
| 2002                  | Palmeiras             | Serie A               | 2           | 0           | -               | -               | -                 | -                 | -          | -          | -                              | -                              | -                              | -               | -               | -               | -               | 2     | 0     |
| 2003                  | Palmeiras             | Serie B               | 29          | 19          | -               | -               | -                 | -                 | -          | -          | -                              | -                              | -                              | -               | -               | -               | -               | 29    | 19    |
| 2004                  | Palmeiras             | Serie A               | 11          | 8           | -               | -               | -                 | -                 | -          | -          | -                              | -                              | -                              | -               | -               | -               | -               | 11    | 8     |
| Sous-total            | Sous-total            | Sous-total            | 42          | 27          | -               | -               | -                 | -                 | -          | -          | -                              | -                              | -                              | -               | -               | -               | -               | 42    | 27    |
| 2004                  | CSKA Moscou           | Premier-Liga          | 12          | 9           | -               | -               | -                 | -                 | -          | -          | C1                             | 9                              | 4                              | -               | -               | -               | -               | 21    | 13    |
| 2005                  | CSKA Moscou           | Premier-Liga          | 21          | 7           | 7               | 0               | -                 | -                 | -          | -          | C3+C1                          | 15                             | 7                              | 1               | 0               | -               | -               | 44    | 14    |
| 2006                  | CSKA Moscou           | Premier-Liga          | 23          | 9           | 7               | 4               | -                 | -                 | 1          | 0          | C1                             | 7                              | 2                              | -               | -               | -               | -               | 38    | 15    |
| 2007                  | CSKA Moscou           | Premier-Liga          | 23          | 13          | 1               | 0               | -                 | -                 | 1          | 1          | C1                             | 3                              | 3                              | -               | -               | -               | -               | 28    | 17    |
| 2008                  | CSKA Moscou           | Premier-Liga          | 26          | 20          | 1               | 1               | -                 | -                 | -          | -          | C3                             | 6                              | 8                              | -               | -               | -               | -               | 33    | 29    |
| 2009                  | CSKA Moscou           | Premier-Liga          | 13          | 3           | 3               | 1               | -                 | -                 | 1          | 0          | C3                             | 4                              | 3                              | -               | -               | -               | -               | 21    | 7     |
| Sous-total            | Sous-total            | Sous-total            | 118         | 61          | 19              | 6               | -                 | -                 | 3          | 1          | -                              | 44                             | 27                             | 1               | 0               | -               | -               | 185   | 95    |
| 2009                  | Palmeiras (prêt)      | Serie A               | 12          | 5           | -               | -               | -                 | -                 | -          | -          | -                              | -                              | -                              | -               | -               | -               | -               | 12    | 5     |
| Sous-total            | Sous-total            | Sous-total            | 12          | 5           | -               | -               | -                 | -                 | -          | -          | -                              | -                              | -                              | -               | -               | -               | -               | 12    | 5     |
| 2010                  | Flamengo (prêt)       | Serie A               | 5           | 4           | -               | -               | -                 | -                 | -          | -          | CL                             | 10                             | 4                              | -               | -               | 14              | 15              | 29    | 23    |
| Sous-total            | Sous-total            | Sous-total            | 5           | 4           | -               | -               | -                 | -                 | -          | -          | -                              | 10                             | 4                              | -               | -               | 14              | 15              | 29    | 23    |
| 2010                  | CSKA Moscou           | Premier-Liga          | 15          | 9           | -               | -               | -                 | -                 | 1          | 0          | C3                             | 5                              | 2                              | -               | -               | -               | -               | 21    | 11    |
| 2011-2012             | CSKA Moscou           | Premier-Liga          | 25          | 9           | 5               | 1               | -                 | -                 | 1          | 0          | C3+C1                          | 9                              | 1                              | -               | -               | -               | -               | 40    | 11    |
| Sous-total            | Sous-total            | Sous-total            | 40          | 18          | 5               | 1               | -                 | -                 | 2          | 0          | -                              | 14                             | 3                              | -               | -               | -               | -               | 61    | 22    |
| 2012                  | Flamengo              | Serie A               | 36          | 13          | -               | -               | -                 | -                 | -          | -          | CL                             | 5                              | 2                              | -               | -               | 10              | 9               | 51    | 24    |
| Sous-total            | Sous-total            | Sous-total            | 36          | 13          | 5               | 2               | -                 | -                 | -          | -          | -                              | 5                              | 2                              | -               | -               | 10              | 9               | 56    | 26    |
| 2012-2013             | CSKA Moscou           | Premier-Liga          | 9           | 5           | 3               | 1               | -                 | -                 | -          | -          | -                              | -                              | -                              | -               | -               | -               | -               | 12    | 6     |
| 2013-2014             | CSKA Moscou           | Premier-Liga          | 2           | 1           | -               | -               | -                 | -                 | 1          | 0          | -                              | -                              | -                              | -               | -               | -               | -               | 3     | 1     |
| Sous-total            | Sous-total            | Sous-total            | 11          | 6           | 3               | 1               | -                 | -                 | 1          | 0          | -                              | -                              | -                              | -               | -               | -               | -               | 15    | 7     |
| 2013                  | Shandong Luneng       | Super League          | 10          | 6           | -               | -               | -                 | -                 | -          | -          | -                              | -                              | -                              | -               | -               | -               | -               | 10    | 6     |
| 2014                  | Shandong Luneng       | Super League          | 21          | 13          | 7               | 4               | -                 | -                 | -          | -          | CL                             | 5                              | 5                              | -               | -               | -               | -               | 33    | 22    |
| Sous-total            | Sous-total            | Sous-total            | 31          | 19          | 7               | 4               | -                 | -                 | -          | -          | -                              | 5                              | 5                              | -               | -               | -               | -               | 43    | 28    |
| 2015                  | Corinthians           | Serie A               | 31          | 14          | 2               | 0               | -                 | -                 | -          | -          | CL                             | 3                              | 0                              | -               | -               | 14              | 2               | 50    | 16    |
| Sous-total            | Sous-total            | Sous-total            | 31          | 14          | 2               | 0               | -                 | -                 | -          | -          | -                              | 3                              | 0                              | -               | -               | 14              | 2               | 50    | 16    |
| 2015-2016             | AS Monaco             | Ligue 1               | 12          | 4           | 1               | 0               | -                 | -                 | -          | -          | -                              | -                              | -                              | -               | -               | -               | -               | 13    | 4     |
| Sous-total            | Sous-total            | Sous-total            | 12          | 4           | 1               | 0               | -                 | -                 | -          | -          | -                              | -                              | -                              | -               | -               | -               | -               | 13    | 4     |
| 2016-2017             | Alanyaspor            | Süper Lig             | 28          | 23          | -               | -               | -                 | -                 | -          | -          | -                              | -                              | -                              | -               | -               | -               | -               | 28    | 23    |
| 2017-2018             | Alanyaspor            | Süper Lig             | 14          | 10          | 2               | 1               | -                 | -                 | -          | -          | -                              | -                              | -                              | -               | -               | -               | -               | 16    | 11    |
| Sous-total            | Sous-total            | Sous-total            | 42          | 33          | 2               | 1               | -                 | -                 | -          | -          | -                              | -                              | -                              | -               | -               | -               | -               | 44    | 34    |
| 2017-2018             | Beşiktaş              | Süper Lig             | 10          | 3           | 1               | 0               | -                 | -                 | -          | -          | C1                             | 2                              | 1                              | -               | -               | -               | -               | 13    | 4     |
| 2018-2019             | Beşiktaş              | Süper Lig             | 8           | 3           | -               | -               | -                 | -                 | -          | -          | C3                             | 8                              | 4                              | -               | -               | -               | -               | 16    | 7     |
| Sous-total            | Sous-total            | Sous-total            | 18          | 6           | 1               | 0               | -                 | -                 | -          | -          | -                              | 10                             | 5                              | -               | -               | -               | -               | 29    | 11    |
| 2019                  | SC Corinthians        | Serie A               | 28          | 5           | -               | -               | -                 | -                 | -          | -          | CS                             | 10                             | 4                              | -               | -               | 21              | 2               | 59    | 11    |
| 2020                  | SC Corinthians        | Serie A               | -           | -           | -               | -               | -                 | -                 | -          | -          | CL                             | 1                              | 0                              | -               | -               | 6               | 1               | 7     | 1     |
| Sous-total            | Sous-total            | Sous-total            | 28          | 5           | -               | -               | -                 | -                 | -          | -          | -                              | 11                             | 4                              | -               | -               | 27              | 3               | 66    | 12    |
| 2020                  | Kaïrat Almaty         | Premier-Liga          | 13          | 7           | -               | -               | -                 | -                 | -          | -          | C3                             | 2                              | 3                              | -               | -               | -               | -               | 15    | 10    |
| 2021                  | Kaïrat Almaty         | Premier-Liga          | 22          | 7           | 6               | 5               | -                 | -                 | 2          | 0          | C1+C3+C4                       | 4+2+6                          | 1+0+4                          | -               | -               | -               | -               | 42    | 17    |
| Sous-total            | Sous-total            | Sous-total            | 35          | 14          | 6               | 5               | -                 | -                 | 2          | 0          | -                              | 14                             | 8                              | -               | -               | -               | -               | 57    | 27    |
| 2021-2022             | FC Midtjylland        | Superliga             | 9           | 1           | 1               | 0               | -                 | -                 | -          | -          | C4                             | 0                              | 0                              | -               | -               | -               | -               | 10    | 1     |
| 2022                  | Sport Recife          | Serie B               | 17          | 7           | -               | -               | -                 | -                 | -          | -          | -                              | -                              | -                              | -               | -               | -               | -               | 17    | 7     |
| 2023                  | Sport Recife          | Serie B               | -           | -           | -               | -               | -                 | -                 | -          | -          | -                              | -                              | -                              | -               | -               | 10+9            | 3+5             | 19    | 8     |
| Sous-total            | Sous-total            | Sous-total            | 17          | 7           | -               | -               | -                 | -                 | -          | -          | -                              | -                              | -                              | -               | -               | 19              | 8               | 36    | 15    |
| Total sur la carrière | Total sur la carrière | Total sur la carrière | 486         | 237         | 52              | 19              | -                 | -                 | 8          | 1          | -                              | 116                            | 58                             | 1               | 0               | 84              | 37              | 747   | 352   |

### En sélection nationale
| Sélection | Année | Statistiques | Statistiques |
| Sélection | Année | Matchs       | Buts         |
| --------- | ----- | ------------ | ------------ |
| Brésil A  | 2004  | 1            | 0            |
| Brésil A  | 2005  | 0            | 0            |
| Brésil A  | 2006  | 3            | 1            |
| Brésil A  | 2007  | 16           | 3            |
| Brésil A  | Total | 20           | 4            |

#### Buts internationaux
| #  | Date             | Lieu                                            | Adversaire     | Score | Résultat | Compétition                       |
| -- | ---------------- | ----------------------------------------------- | -------------- | ----- | -------- | --------------------------------- |
| 1. | 5 septembre 2006 | White Hart Lane, Londres                        | Pays de Galles | 2-0   | 2-0      | Match amical                      |
| 2. | 27 mars 2007     | Råsunda, Solna                                  | Ghana          | 1-0   | 1-0      | Match amical                      |
| 3. | 7 juillet 2007   | Estadio José Antonio Anzoátegui, Puerto La Cruz | Chili          | 1-6   | 1-6      | Copa América 2007                 |
| 4. | 17 octobre 2007  | Stade Maracanã, Rio de Janeiro                  | Équateur       | 1-0   | 5-0      | Éliminatoires Coupe du monde 2010 |

## Palmarès

### En club
| - Palmeiras - Championnat de Serie B (1) : - Vainqueur : 2003 |  | - CSKA Moscou - Championnat de Russie (3) : - Vainqueur : 2005, 2006 et 2013 - Vice-champion : 2004, 2008 et 2010 - Coupe de Russie (6) : - Vainqueur : 2005, 2006, 2008, 2009, 2011 et 2013 - Supercoupe de Russie (4) : - Vainqueur : 2006, 2007, 2009 et 2013 - Finaliste : 2011 - Coupe UEFA (1) : - Vainqueur : 2005 - Supercoupe d'Europe : - Finaliste : 2005 |  | - Shandong Luneng - Coupe de Chine (1) : - Vainqueur : 2014 |  | - Corinthians - Championnat de São Paulo (1) : - Vainqueur : 2019 - Championnat du Brésil (1) : - Vainqueur : 2015 |  | - Kaïrat Almaty - Championnat du Kazakhstan (1) : - Vainqueur : 2020 - Coupe du Kazakhstan (1) : - Vainqueur : 2021 |  | - FC Midtjylland - Coupe du Danemark (1) : - Vainqueur en 2022. |  | - Sport Recife - Championnat du Pernambouc (1) : - Vainqueur : 2023 |  | - Atlético Goianiense - Championnat du Goiás (1) : - Vainqueur : 2024 |  | - Avaí - Championnat de Santa Catarina (1) : - Vainqueur : 2025 |

### En sélection
| - Brésil - Copa América : - Vainqueur : 2004 et 2007 |

### Distinctions personnelles
- Meilleur buteur de Serie B en 2003 (19 buts).
- Meilleur buteur de Premier-Liga en 2008 (20 buts).
- Meilleur buteur du Championnat de Turquie de football en 2017 (23 buts).

## Anecdote
- D'après le magazine français So Foot, le nom Love vient d'un événement survenu lors de la Copa Sao Paulo, la plus importante des compétitions juniors du Brésil : son coach le surprit un jour, sortant de la chambre d'une fille. Il l'écarta de l'équipe... SE Palmeiras atteignit la finale, et deux attaquants déclarèrent forfait pour blessure. Il revint dans l'équipe et disputa un de ses meilleurs matchs. Il revint en équipe première et fut titulaire indiscutable. Après être passé professionnel, un journaliste suggéra qu'il adopte Love comme surnom. Lui pensait que c'était une mauvaise idée. Mais ce pseudonyme s'est propagé. Aujourd'hui, il admet que c'est sa "marque déposée" et que cela le distingue des autres joueurs. Son fils aîné, qui vit au Brésil avec sa mère, se fait appeler "Lovinho"[13].